# ولتک
ولتک (انگلیسی: Welltec) شرکت خدمات نفتی دانمارکی است، که در سال ۱۹۹۴ تأسیس شد.